# Antonie van Sprinkhuijsen
Antonie van Sprinkhuijsen (Rotterdam, 9 maart 1854 – Amsterdam, 31 augustus 1929) was een Nederlands blijspelacteur en volkstoneelschrijver. 
Vier van zijn stukken zijn:
- Dreyfus of de martelaar van het Duivelseiland (1897) voor het gezelschap van het Amsterdamse Paleis voor Volksvlijt
- Kaat Mossel (1898) voor het gezelschap van de Rotterdamse Tivolischouwburg
- Om het goud van Transvaal (1899) voor het gezelschap van de Rotterdamse Tivolischouwburg
- Dertig zilverlingen (1903) voor het gezelschap van het Amsterdamse Salon de Variétés.

Deze stukken werden honderden malen opgevoerd.